# Bojjannakonda

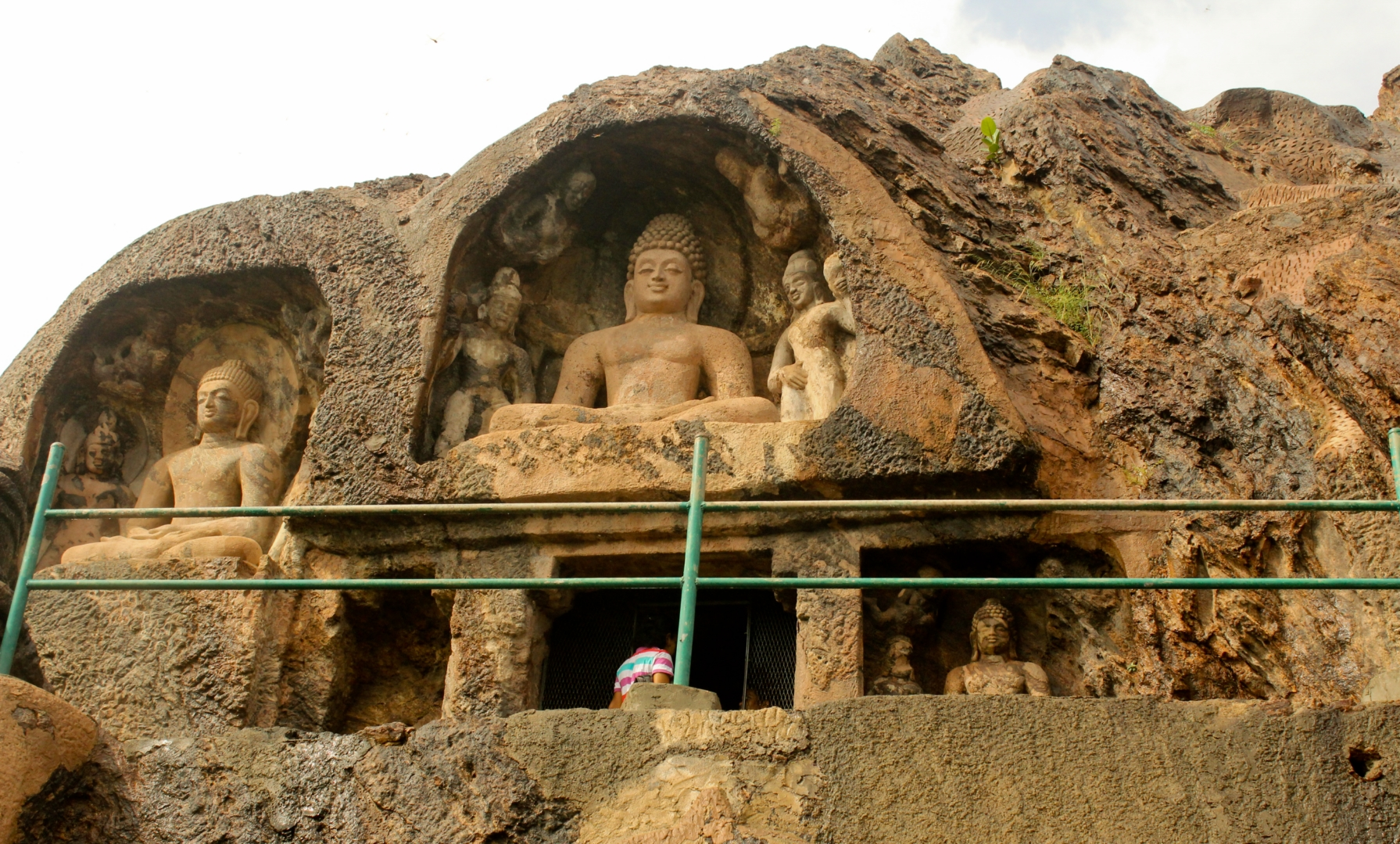
Buddha-Statuen in Bojjannakonda

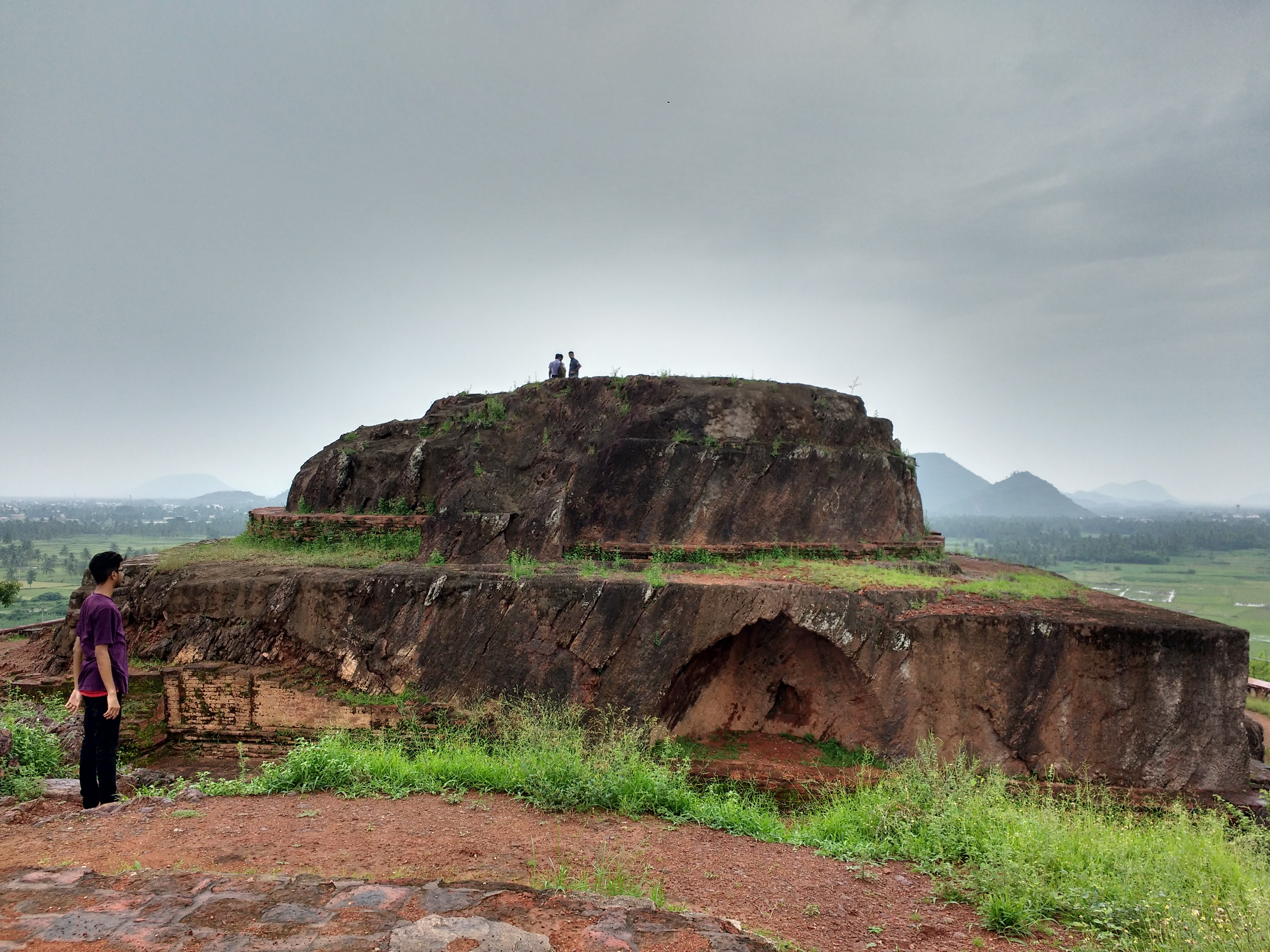
Großer Stupa von Bojjannakonda

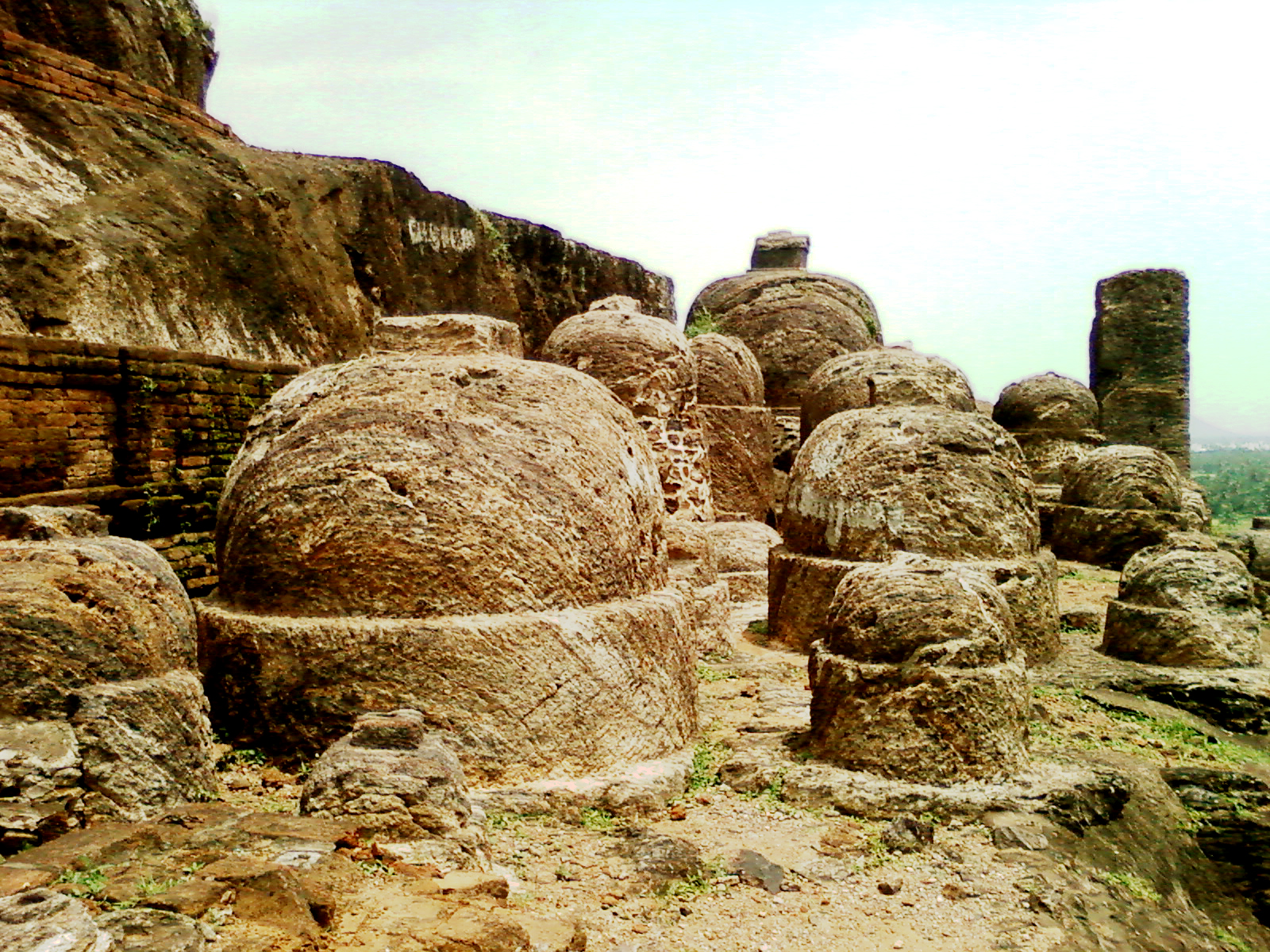
Felsstupas in Bojjannakonda

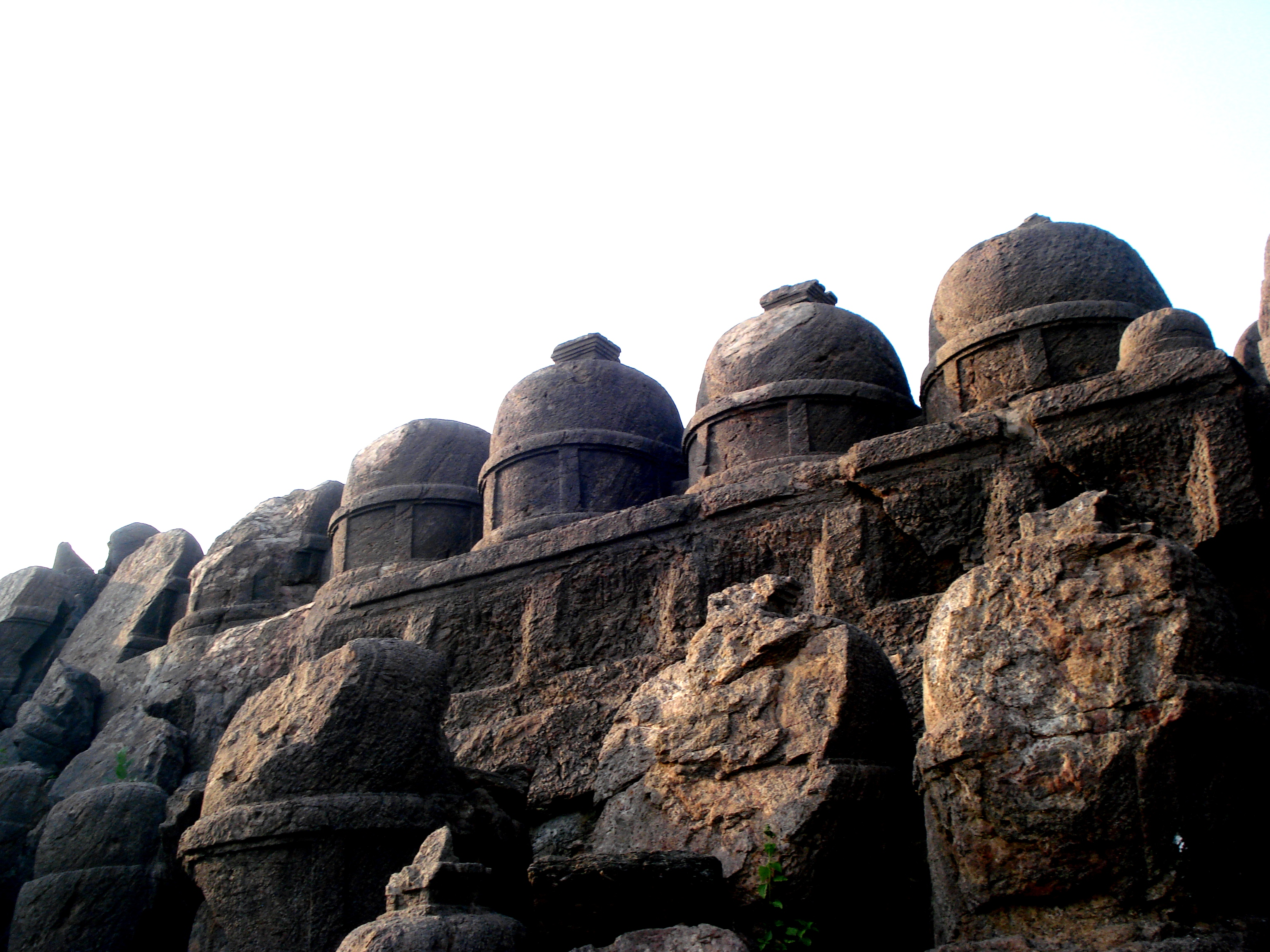
Felsstupas in Lingalakonda

Bojjannakonda und die in der Nähe liegende Stätte Lingalakonda sind zwei buddhistische Felsenklöster aus der Zeit des 4. bis 9. Jahrhunderts in der Nähe der Millionenstadt Visakhapatnam im südindischen Bundesstaat Andhra Pradesh.

## Lage
Bojjannakonda (alter Name Buddhuni konda = „Hügel des Buddha“) und das Nachbarkloster Lingalakonda befinden sich beim Dorf Sankaram etwa 30 km (Fahrtstrecke) westlich von Visakhapatnam in einer Höhe von etwa 300 m.

## Geschichte
Die Ursprünge beider Anlagen könnten in der Gupta-Zeit (4.–6. Jahrhundert) liegen; eine Goldmünze Samudraguptas (reg. ca. 335–375) wurde bei den Ausgrabungsarbeiten zu Beginn des 20. Jahrhunderts gefunden. Außerdem waren Darstellungen des Erleuchteten zu dieser Zeit bereits weit verbreitet. Im 9. oder 10. Jahrhundert wurde der Buddhismus vom erstarkenden Hinduismus aus Indien verdrängt und die alten buddhistischen Stätten wurden von den letzten Mönchen (bhikkhus) verlassen. Der Platz wurde im 19. Jahrhundert von den Briten wiederentdeckt, ausgegraben und teilweise restauriert.

## Bauten

### Bojjannakonda
Die frühen Bauten von Bojjannakonda wurden in den Fels hineingetrieben bzw. aus ihm herausgehauen; die späteren wurden mit großen Ziegelsteinen gemauert oder aber – wie der Große Stupa – mit solchen verkleidet.

### Lingalakonda
In Lingalakonda sind mehrere aus dem harten Felsgestein herausgearbeitete Votivstupas zu sehen; bildliche Darstellungen fehlen.